# New York Giants 2020
La stagione 2020 dei New York Giants è stata la 96ª della franchigia nella National Football League e la prima con Joe Judge come capo-allenatore. Per la prima volta dal 2003 Eli Manning non fece parte del roster, avendo annunciato il ritiro il 22 gennaio.
Malgrado l'avere iniziato con un record di 0-5 per la seconda volta in quattro anni, i Giants migliorarono il record di 4–12 della stagione precedente con una vittoria a sorpresa contro i Seattle Seahawks nella settimana 13 e conclusero con un record di 6-10, mancando i playoff per il quarto anno consecutivo.
Il 20 luglio 2020 i Giants annunciarono che avrebbero disputato tutte le loro gare interne a porte chiuse a causa della pandemia di COVID-19.

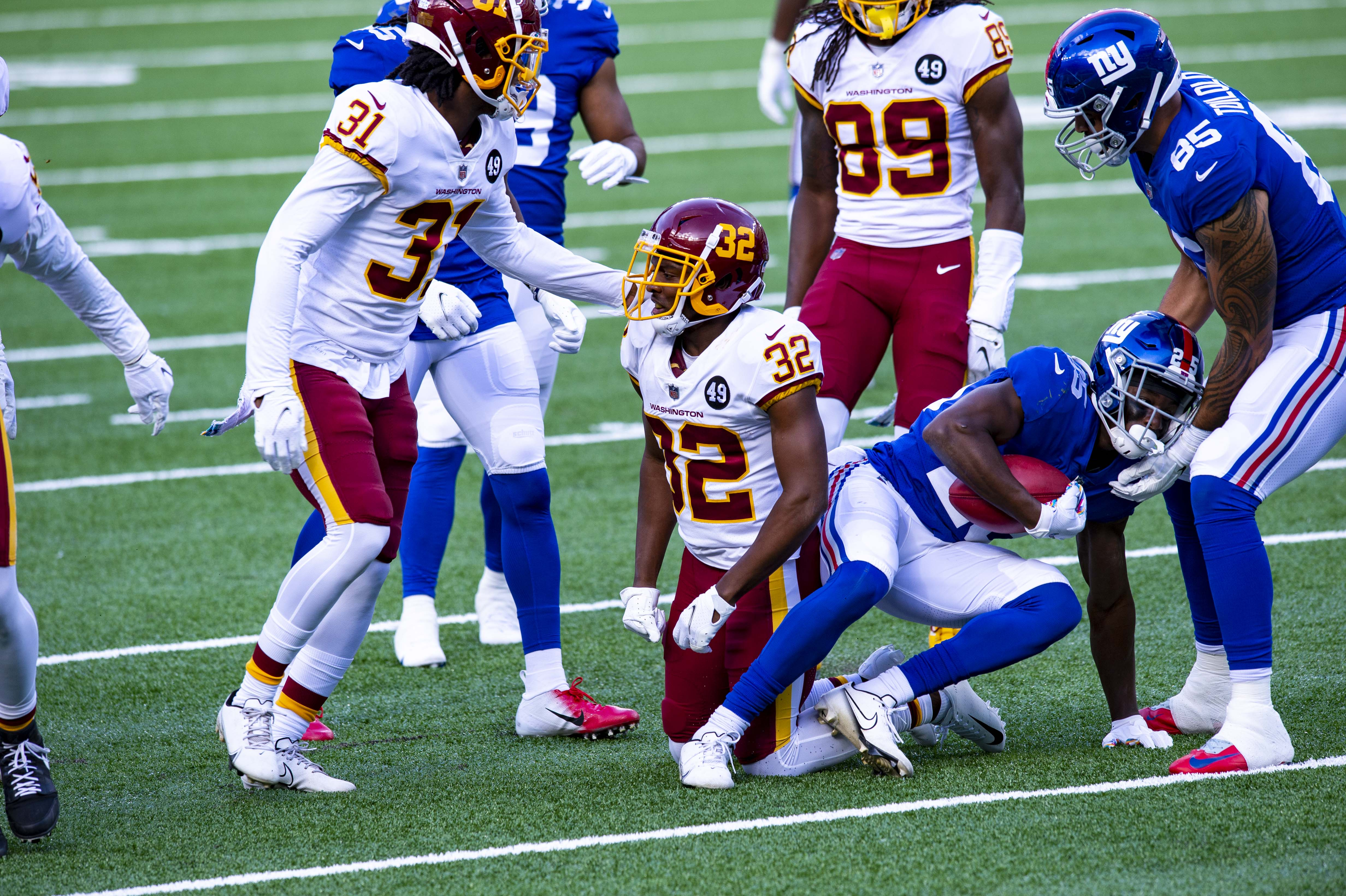
La partita della settimana 6 contro Washington

## Scelte nel Draft 2020
| Scelte dei Giants nel Draft 2020 |        |                  |       |                |
| Giro                             | Scelta | Giocatore        | Ruolo | College        |
| 1                                | 4      | Andrew Thomas    | OT    | Georgia        |
| 2                                | 36     | Xavier McKinney  | S     | Alabama        |
| 3                                | 99     | Matt Peart       | OT    | UConn          |
| 4                                | 110    | Darnay Holmes    | CB    | UCLA           |
| 5                                | 150    | Shane Lemieux    | G     | Oregon         |
| 6                                | 183    | Cam Brown        | LB    | Penn State     |
| 7                                | 218    | Carter Coughlin  | LB    | Minnesota      |
| 7                                | 238    | T.J. Brunson     | LB    | South Carolina |
| 7                                | 247    | Chris Williamson | CB    | Minnesota      |
| 7                                | 255    | Tae Crowder      | LB    | Georgia        |

## Staff
| Staff dei New York Giants nel 2020 |
| --- |
| Organi dirigenziali - Presidente/CEO – John Mara - Chairman/vice presidente esecutivo – Steve Tisch - Vice presidente senior & general manager – Dave Gettleman - Vice presidente delle operazioni del football/assistente general manager – Kevin Abrams - Vice presidente senior del personale dei giocatori – Chris Mara - Direttore del personale dei giocatori – Mark Koncz - Assistente del dir. del personale dei giocatori – Tim McDonnell - Direttore del personale professionistico – Ken Sternfeld - Assistente del dir. del personale professionistico – Matt Shauger - Direttore degli osservatori del college – Chris Pettit Capo allenatore - Capo-allenatore – Joe Judge - Assistente c.a./coordinatore difensivo – Patrick Graham Altri allenatori - Preparatore atletico – Craig Fitzgerald - Assistente p.a. – Thomas Stallworth - Performance manager/assistente p.a. – Sam Coad - Nutrizionista – Pratik Patel Allenatori dell'attacco - Coordinatore offensivo – Jason Garrett - Quarterback – Jerry Schuplinski - Running back – Burton Burns - Wide receiver – Tyke Tolbert - Tight end – Freddie Kitchens - Offensive line – Marc Colombo - Assistente offensive line – Ben Wilkerson - Assistente senior – Derek Dooley - Assistente – Stephen Brown - Controllo qualità – Bobby Blick - Controllo qualità – Nick Williams Allenatori della difesa - Defensive line – Sean Spencer - Outside linebacker/assistente senior – Bret Bielema - Inside linebacker – Kevin Sherrer - Defensive back – Jerome Henderson - Assistente defensive back – Anthony Blevins - Assistente – Jody Wright - Controllo qualità – Mike Treier Allenatori dello special team - Coordinatore dello special team – Thomas McGaughey - Assistente special team – Tom Quinn |

## Roster
| Roster dei New York Giants nel 2020 |
| --- |
| Quarterback - 8 Daniel Jones - 12 Colt McCoy Running Back - 26 Saquon Barkley - 22 Wayne Gallman - 33 Dion Lewis - 39 Elijhaa Penny FB Wide Receiver - 18 C.J. Board - 19 Damion Ratley - 87 Sterling Shepard - 86 Darius Slayton - 15 Golden Tate Tight End - 88 Evan Engram - 82 Kaden Smith - 85 Levine Toilolo - 83 Eric Tomlinson Offensive Linemen - 72 Jackson Barton T - 75 Cameron Fleming T - 65 Nick Gates C - 71 Will Hernandez G - 66 Shane Lemieux G - 74 Matt Peart T - 77 Spencer Pulley C - 78 Andrew Thomas T - 70 Kevin Zeitler G Defensive Linemen - 95 B.J. Hill DE - 98 Austin Johnson NT - 97 Dexter Lawrence DE - 90 R.J. McIntosh DE - 94 Dalvin Tomlinson NT - 99 Leonard Williams DE Linebacker - 47 Cam Brown OLB - 35 T.J. Brunson ILB - 59 Lorenzo Carter OLB - 49 Carter Coughlin OLB - 48 Tae Crowder ILB - 52 Devante Downs ILB - 51 Kyler Fackrell OLB - 44 Markus Golden OLB - 54 Blake Martinez ILB - 53 Oshane Ximines OLB Defensive Back - 25 Corey Ballentine CB - 24 James Bradberry CB - 34 Adrian Colbert FS - 43 Nate Ebner SS - 30 Darnay Holmes CB - 20 Julian Love FS - 21 Jabrill Peppers SS - 23 Logan Ryan CB - 28 Brandon Williams CB - 27 Isaac Yiadom CB Special Team - 9 Riley Dixon P - 5 Graham Gano K - 58 Casey Kreiter LS Lista delle riserve - — Sam Beal CB (Opt-out) - -- Da'Mari Scott WR (Opt-out) - 76 Nate Solder T (Opt-out) - -- Shakial Taylor CB (Opt-out) - 18 Montre Hartage CB (IR) - 55 David Mayo ILB (IR) - 47 Rysen John TE (IR) - 19 JaQuarius Landrews FS (IR) - 29 Xavier McKinney FS (IR) - 84 David Sills WR (IR) - 17 Cody Core WR (IR) Squadra di allenamento - 80 Alex Bachman WR - 6 Derrick Dillon WR - 81 Austin Mack WR - -- Johnny Holton WR - 89 Binjimen Victor WR - 36 Sean Chandler SS - 26 Jarren Williams CB - 31 Chris Williamson CB - 61 Tyler Haycraft C - 60 Kyle Murphy G - 62 Chad Slade G - 57 Niko Lalos DE - 34 Sandro Platzgummer RB - 13 Cooper Rush QB - -- Ryan Santoso K - -- Carson Tinker LS 53 attivi, 11 inattivi, 14 nella squadra di allenamento |
| Legenda - I rookie sono in corsivo. - Il primo ruolo è il principale mentre gli eventuali successivi indicano i ruoli secondari. - (IR) sta per Injured Reserve ed indica la lista ristretta per un solo giocatore infortunato che può tornare ad allenarsi dopo la settimana 6 e a rientrare in prima squadra dopo che questa ha giocato 8 partite. - (NF-Inj.) / (NF-Ill.) stanno rispettivamente per Non-Football Injured e Non-Football Illness ed indicano le liste dove viene inserito un giocatore che ha un infortunio o una malattia non dipendente dal football americano. - (PUP) sta per Physically Unable to Perform ed indica la lista dove viene inserito un giocatore mentre è in attesa di recuperare la condizione fisica. Nella stagione regolare dopo la sesta partita giocata dalla propria squadra, il giocatore ha tempo tre settimane per riprendere ad allenarsi, più tre settimane aggiuntive dal suo rientro agli allenamenti per rientrare in prima squadra. |

## Calendario

### Pre-stagione
Il calendario della fase pre-stagionale è stato annunciato il 7 maggio 2020. Tuttavia, il 27 luglio 2020, il commissioner della NFL Roger Goodell ha annunciato la cancellazione totale della pre-stagione, a causa della pandemia di Covid-19.

### Stagione regolare
| Stagione regolare |                    |                             |                    |                    |                         |                    |
| Turno             | Data               | Avversario                  | Risultato          | Record             | Stadio                  | Sintesi            |
| 1                 | 14 settembre       | Pittsburgh Steelers         | S 16–26            | 0–1                | MetLife Stadium         | Recap              |
| 2                 | 20 settembre       | at Chicago Bears            | S 13–17            | 0–2                | Soldier Field           | Recap              |
| 3                 | 27 settembre       | San Francisco 49ers         | S 9–36             | 0–3                | MetLife Stadium         | Recap              |
| 4                 | 4 ottobre          | at Los Angeles Rams         | S 9–17             | 0–4                | SoFi Stadium            | Recap              |
| 5                 | 11 ottobre         | at Dallas Cowboys           | S 34–37            | 0–5                | AT&T Stadium            | Recap              |
| 6                 | 18 ottobre         | Washington Football Team    | V 20–19            | 1–5                | MetLife Stadium         | Recap              |
| 7                 | 22 ottobre         | at Philadelphia Eagles      | S 21–22            | 1–6                | Lincoln Financial Field | Recap              |
| 8                 | 2 novembre         | Tampa Bay Buccaneers        | S 23–25            | 1–7                | MetLife Stadium         | Recap              |
| 9                 | 8 novembre         | at Washington Football Team | V 23–20            | 2–7                | FedExField              | Recap              |
| 10                | 15 novembre        | Philadelphia Eagles         | V 27–17            | 3–7                | MetLife Stadium         | Recap              |
| 11                | Settimana di pausa | Settimana di pausa          | Settimana di pausa | Settimana di pausa | Settimana di pausa      | Settimana di pausa |
| 12                | 29 novembre        | at Cincinnati Bengals       | V 19–17            | 4–7                | Paul Brown Stadium      | Recap              |
| 13                | 6 dicembre         | at Seattle Seahawks         | V 17–12            | 5–7                | Lumen Field             | Recap              |
| 14                | 13 dicembre        | Arizona Cardinals           | S 7–26             | 5–8                | MetLife Stadium         | Recap              |
| 15                | 20 dicembre        | Cleveland Browns            | S 6–20             | 5–9                | MetLife Stadium         | Recap              |
| 16                | 27 dicembre        | at Baltimore Ravens         | S 13–27            | 5–10               | M&T Bank Stadium        | Recap              |
| 17                | 3 gennaio          | Dallas Cowboys              | V 23–19            | 6–10               | MetLife Stadium         | Recap              |

Note: gli avversari della propria division sono in grassetto.

## Premi

### Premi settimanali e mensili
- Graham Gano:

giocatore degli special team della NFC della settimana 9
- Leonard Williams:

difensore della NFC della settimana 13
difensore della NFC della settimana 17